# Xã Cotton Hill, Quận Dunklin, Missouri
Xã Cotton Hill (tiếng Anh: Cotton Hill Township) là một xã thuộc quận Dunklin, tiểu bang Missouri, Hoa Kỳ. Năm 2010, dân số của xã này là 5.755 người.